# Joel Tyler Headley

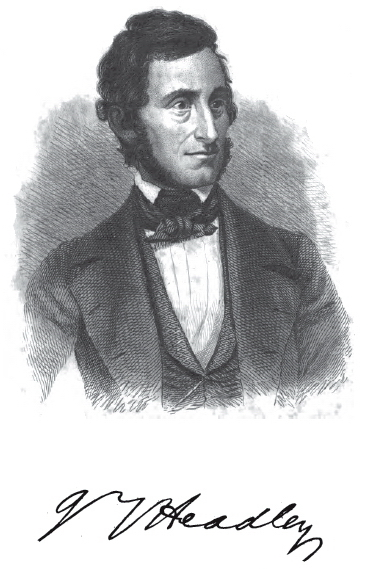
Joel Tyler Headley – amerikanischer Schriftsteller und Politiker

Joel Tyler Headley (* 30. Dezember 1814 in Walton, Delaware County, New York; † 30. Dezember 1897 in Newburgh, New York) war ein US-amerikanischer Schriftsteller und Politiker.

## Leben
Headley studierte am presbyterianischen Seminar in Auburn (New York) Theologie. Nach erfolgreichem Abschluss erhielt er eine Anstellung als Prediger in Stockbridge (Massachusetts). In den Jahren 1842 bis 1843 unternahm er eine Studienreise nach und durch Europa und ließ sich nach seiner Rückkehr in Newburgh nieder.
Nachdem die Veröffentlichung seiner Reiseerlebnisse 1846 unter den Titeln Letters from Italy und The Alps and the Rhine ein großer literarischer wie auch finanzieller Erfolg geworden war, trat Headley von allen seinen Ämtern zurück und lebte von nun an als Schriftsteller. Im Jahr 1855 gehörte Headley, der Mitglied der American Party war, als Abgeordneter der New York State Assembly an; von 1856 bis 1857 amtierte er als Secretary of State von New York.

## Werke
- Letters from Italy. 1846.
- The Alps and the Rhine. 1846.
- Napoleon and his marshalls (1846, 24. Aufl. 1876);
- Life of Oliver Cromwell;
- The lives of Winfield Scott and Andrew Jackson (1852);
- The imperial guard of Napoleon, from Marengo to Waterloo (nach Saint-Hilaires bekanntem Werk, 1852);
- Washington and his generals (1853);
- History of the second war between England and the United States (1853, 2 Bde.);
- Adirondack, or life in the woods (1853);
- The chaplains and clergy of the revolution (1864);
- Grant and Sherman. Their campaigns (1866);
- Die große Rebellion: Eine Geschichte des Bürgerkrieges in den Ver. Staaten („Great rebellion. A history of the civil war“). Voßnack, Boston, Mass. 1863–1866. (2 Bde., übers. von Karl Ansorge).
- The great riots of New York, 1712–1873. Thunder’s Mouth Press, New York 2004, ISBN 1-56025-552-8 (Nachdr. d. Ausg. New York 1873).
- Life and travels of General Grant (1880);